# Enderleinellus oculatus
Enderleinellus oculatus är en insektsart som beskrevs av Kim 1966. Enderleinellus oculatus ingår i släktet Enderleinellus och familjen ekorrlöss. Inga underarter finns listade i Catalogue of Life.